# ادمار انتونیو دوماس
ادمار انتونیو دوماس (انگلیسی: Antônio Dumas; ۲۸ نوامبر ۱۹۵۵ – ۳۰ دسامبر ۲۰۱۹) بازیکن فوتبال اهل برزیل بود.
از باشگاه‌هایی که در آن بازی کرده‌است می‌توان به باشگاه فوتبال سانتوس، باشگاه فوتبال باهیا، گروه ورزشی شاوش، و باشگاه ورزشی اولیاننسه اشاره کرد.